# Sunday Ibeji
Sunday Chibuke Ibeji (Kafanchan, 2 luglio 1982) è un ex calciatore nigeriano, di ruolo centrocampista.

## Carriera

### Club
Ha giocato nella massima serie dei campionati nigeriano, egiziano, sloveno e vietnamita.

## Palmarès

### Club

#### Competizioni nazionali
- Campionato nigeriano: 1

Lobi Stars: 1999
- Coppa d'Egitto: 2

Al-Ahly: 2000-2001, 2002-2003
- Campionato sloveno: 1

Domžale: 2006-2007